# Trinh Phong
Trinh Phong (chữ Hán giản thể:贞丰县, bính âm: Zhēnfēng Xiàn, âm Hán Việt: Trinh Phong huyện) là một huyện thuộc Châu tự trị dân tộc Bố Y và dân tộc Miêu Kiềm Tây Nam, tỉnh Quý Châu, Cộng hòa Nhân dân Trung Hoa. Huyện này có diện tích 1512 ki-lô-mét vuông, dân số năm 2002 là 340.000 người. Mã số bưu chính là 562200, huyện lỵ tại trấn Mân Cốc. Huyện Trinh được chia thành 6 trấn và 7 hương.
- Trấn: Mân Cốc, Lỗ Hiến, Bắc Bàn Giang, Long Trường, Giả Tướng và Bạch Tầng.
- Hương: Bình Nhai, Trường Điền, Liên Hoàn, Lỗ Dung, Sa Bình, Vãn Dạng và Tiểu Đồn.